# 李佑 (嘉靖進士)
李佑（1517年—1571年），字吉甫，號培竹，貴州清平衛官籍，福建建寧府崇安縣人，明朝政治人物。

## 生平
嘉靖十九年（1540年）庚子科貴州鄉試第六名舉人，二十六年（1547年）中式丁未科會試第一百五十八名，三甲第一百十名進士。刑部觀政，授南京大理寺評事，升南京大理寺右寺正，改北京大理寺右寺正，升工部郎中，四十年（1561年）出為江西按察司副使、兵備嶺北，四十二年（1563年）九月在曲江擊破吳志高等與五崗梅花賊寇，升江西布政使司右參政，四十五年（1566年）十月任都察院左僉都御史、巡撫廣東，隆慶二年（1568年）三月被南京戶科給事中張應治與湖廣道監察御史尹校論劾，回籍聽勘，五年（1571年）卒。

## 著作
著有《撫粵疏草》。

## 家族
曾祖李賓；祖父李純，教諭；父李夔，南京刑部員外郎，贈都察院左僉都御史。母孫氏。